# Лікарня Преображення
«Лікарня Преображення» (пол. Szpital Przemienienia) — польський психологічний воєнний фільм 1978 року режисера Едварда Жебровського, знятий за мотивами однойменного роману Станіслава Лема 1955 року. Тема фільму — знищення пацієнтів психіатричної лікарні невдовзі після початку Другої світової війни (Програма умертвіння Т-4). Фільм зосереджується на образі доктора Стефана (Пйотр Деймек), який наважується протестувати проти неетичних експериментів, що проводилися над пацієнтами персоналом лікарні ще до приходу німців на територію лікарні. Фільм був надзвичайно позитивно сприйнятий критиками й здобув кілька нагород (у тому числі на Польському кінофестивалі та Міжнародному кінофестивалі у Локарно). Естетика фільму та глибокий аналіз причин потурання тоталітаризму були названі його сильними сторонами, тоді як відхід від реальності воєнного часу на користь авторської стилізації був названий недоліком.

## Акторський склад
- Пьотр Деймек — доктор Стефан
- Єжи Бінчицький — інженер Анджей Новацький, пацієнт лікарні
- Генрик Біста — лікар Каутерс
- Єва Дальковська — лікарка Носілевська
- Густав Голоубек — письменник Зиґмунт Секуловський
- Зиґмунт Гюбнер — лікар Пайончковський, директор лікарні
- Ришард Котис — медсестра Юзефа
- Войцех Пшоняк — лікар Марґлевський
- Збіґнєв Запасевич — лікар Риґер
- Владислав Ковальський — пацієнт лікарні
- Ельжбета Каркошка — пацієнтка лікарні
- Марцін Тронський — лікар Козловський

## Нагороди
| Рік  | Захід                                                                  | Нагорода                                | Одержувач          |
| ---- | ---------------------------------------------------------------------- | --------------------------------------- | ------------------ |
| 1979 | Кінофестиваль у Ґдині                                                  | Головна нагорода «Срібні леви Ґданська» | Едвард Жебровський |
| 1979 | Кінофестиваль у Ґдині                                                  | Нагорода за звук                        | Малґожата Яворська |
| 1979 | Міжнародний кінофестиваль у Локарно                                    | Перша премія                            | Едвард Жебровський |
| 1981 | Міжнародний кінофестиваль у Брюсселі                                   | Кришталева зірка                        | Пйотр Деймек       |
| 1981 | Міжнародний кінофестиваль Червоного Хреста та охорони здоров'я у Варні | Спеціальний приз журі                   | Едвард Жебровський |